# Blutersatz
Blutersatzmittel dienen der Sauerstoffversorgung einzelner oder aller Organe, etwa wenn geeignetes Spenderblut akut nicht verfügbar ist (z. B. nach Unfällen oder bei Operationen) oder gezielt bestimmte Organe mit Sauerstoff versorgt werden sollen. Bei starkem Blutverlust kann es zum Zusammenbrechen der Sauerstoffversorgung des Gehirns und des gesamten Körpers kommen, was schwere Hirnschäden oder den Tod zur Folge haben kann. 
Man unterscheidet Volumenexpander (Flüssigkeiten, die das noch vorhandene Restblut verdünnen und soweit ergänzen, dass der Blutkreislauf wieder funktionieren kann), die selbst keine physiologische Funktion des Blutes übernehmen können, und Blutersatzmittel im engeren Sinn. Letztere sollen primär den Sauerstofftransport aktiv übernehmen können. In der Vergangenheit gab es zwei grundlegende Entwicklungsrichtungen: Blutersatzmittel auf Basis des roten Blutfarbstoffs Hämoglobin, und Blutersatzmittel auf Perfluorcarbon-Basis. Vorteile gegenüber Spenderblut sind die fehlende Gefahr der Übertragung von Krankheiten (z. B. Aids, Hepatitis B und anderen), die fehlende Blutgruppenspezifität und die längere Haltbarkeit. Heute stehen zudem auch Methoden der Stammzellmedizin („Blood Pharming“) im Fokus.

## Hämoglobinbasierte Blutersatzmittel
Auf dem roten Blutfarbstoff Hämoglobin basierende Blutersatzmittel (hämoglobinbasierte Blutsubstitute, HBBS; englisch: Hemoglobin based oxygen carrier, HBOC) verwenden als Ausgangsstoffe sowohl humanes Hämoglobin aus abgelaufenen Blutkonserven oder aus biotechnologischer Herstellung, als auch artfremdes Hämoglobin (beispielsweise vom Rind oder Schwein).
Natives Hämoglobin ist eine Eiweißverbindung, die aus 4 Untereinheiten besteht (α2β2-Tetramer), von denen je eine α-Untereinheit mit einer β-Untereinheit stabil verbunden ist (αβ-Dimer). Außerhalb der Erythrozyten hat Hämoglobin eine sehr kurze Halbwertszeit. Es ist instabil und zerfällt rasch in seine beiden Dimere, die stark nephrotoxisch (nierenschädigend) wirken. Hämoglobin weist eine S-förmige Sauerstoffbindungskurve auf, wobei die Sauerstoffbindungseigenschaft im physiologischen Bereich empfindlich vom Sauerstoffpartialdruck abhängt. Dabei spielt unter anderem die Konzentration an 2,3-Bisphosphoglycerat (2,3-BPG) eine große Rolle, die außerhalb der roten Blutkörperchen zu niedrig ist, um eine ausreichende Sauerstoffversorgung des umliegenden Gewebes sicherzustellen. Ferner dringt Hämoglobin in die Wände der Blutgefäße ein und bindet dort Stickstoffmonoxid, einen gefäßerweiternden Stoff. Es resultieren ein Blutdruckanstieg und eine Gewebeminderdurchblutung, die unerwünschte Ausmaße annehmen können.
Aus diesen Gründen muss Hämoglobin vor seinem Einsatz als Spenderblutersatz entsprechend modifiziert werden. Dazu gibt es verschiedene Ansätze:
- Intramolekulare Quervernetzung um die tetramere Struktur des Hämoglobins zu stabilisieren und den Zerfall in die toxischen Dimere zu unterbinden. Vernetzt werden zwei Dimere jeweils entweder zwischen ihren α-Untereinheiten oder zwischen den β-Untereinheiten (z. B. mit O,O-Succinyldi(salicylsäure) oder 2-Nor-2-Formylpyridoxal-5-Phosphat).
- Rekombinante Herstellung von humanem Hämoglobin, dessen beide Dimere über entsprechende Modifikation in der Aminosäurensequenz ihrer α-Untereinheiten stabil miteinander verbunden sind.
- Anbindung von Pyridoxal-5-Phosphat an humanes Hämoglobin um dessen Sauerstoffbindungseigenschaften zu verbessern (Pyridoxilierung).
- Intermolekulare Quervernetzung, um größere Moleküle zu erhalten. Als Vernetzungsmittel werden polyaldehydische Verbindungen verwendet wie etwa Glutaraldehyd oder o-Raffinose. Hämoglobin-Glutamer hat beispielsweise eine mittlere Molekülmasse, die etwa dem drei- bis vierfachen der des Hämoglobins entspricht.
- Anknüpfung von Makromolekülen an das Hämoglobin, wie beispielsweise Dextrane, Polysaccharide, Hydroxyethylstärke, oder synthetische wasserlösliche Makromoleküle wie Polyethylenglykole (Konjugation). Größere Moleküle haben eine längere Halbwertszeit und wirken weniger gefäßverengend.
- Verpackung des Hämoglobins in Liposomen oder künstliche Membranhüllen („künstliche rotes Blutkörperchen“).

Von den hämoglobinbasierten Entwicklungen sind bislang zwei aus Rinderhämoglobin hergestellte Hämoglobin-Glutamer-Zubereitungen zugelassen worden (in Südafrika das Präparat Hemopure zur Anwendung in der Humanmedizin, in den USA und Europa Oxyglobin zur Anwendung in der Tiermedizin).

## Perfluorcarbonbasierte Blutersatzmittel
Synthetisch hergestellten Perfluorcarbone (PFC) wie beispielsweise Perflunafen oder Perflubron lösen sehr gut Sauerstoff und Kohlendioxid und sind chemisch inert. Da sie mit Wasser nicht mischbar sind, müssen sie als feinste Tröpfchen mit einem geeigneten, physiologisch verträglichen Emulgator in Wasser dispergiert werden. Der mittlere Tröpfchendurchmesser liegt bei etwa 100–200 nm. Die Emulsion, der zur Einstellung des osmotischen und onkotischen Drucks weitere Stoffe wie etwa Salze zugesetzt werden, ist mit Blut mischbar und kann dieses im Blutkreislauf partiell ersetzen, wobei sie den Sauerstofftransport übernimmt. Der Sauerstoffgehalt der Perfluorcarbone ist direkt proportional zum Sauerstoffpartialdruck (lineare Sauerstoffbindungsgrafik). Perfluorcarbone werden nicht verstoffwechselt, sondern über die Lunge abgeatmet.
Ein Nachteil der Perfluorcarbonemulsionen ist, dass sie das retikuloendotheliale System (RES), dessen Zellen die Emulsionströpfchen phagozytieren und speichern, sehr belasten. In der Folge kann es zu Störungen der Immunabwehr kommen. 
In den USA und wenigen europäischen Ländern wurde als bislang einzige parenterale Perfluorcarbonemulsion das Mittel Fluosol (anderer Name Fluosol-DA), erstmals 1989, zur Sauerstoffversorgung des Herzmuskels während der perkutanen transluminalen koronaren Angioplastie zugelassen. In der Behandlung der Anämie hatte Fluosol hingegen keinen Nutzen gezeigt und ist somit nicht zum Ersatz bei Blutverlust indiziert. 1994 nahm es der Hersteller wieder vom Markt. In Russland und Mexiko ist ein ähnliches Produkt im Markt mit einer Reihe von Indikationen für die klinische Anwendung (Perftoran, Perftec). Diese Emulsionen der ersten Generation enthalten 20 % (Gewicht/Volumen) einer Mischung aus Perflunafen und Perfluor-N-4-(methylcyclohexyl)piperidin, sind mit einem synthetischen Emulgator auf Poloxamerbasis stabilisiert und nur tiefgefroren länger haltbar. Aufgrund ihrer Sauerstoffbindungseigenschaften sind sie am effektivsten unter künstlicher Sauerstoffbeatmung.
Experimentelle Perfluorcarbonemulsionen der zweiten Generation  (beispielsweise Oxygent, Oxycyte) vermögen mehr Sauerstoff aufzunehmen, enthalten besser verträgliche Emulgatoren und weisen eine günstigere chemisch-physikalische Stabilität auf. Sie enthalten im Vergleich zu den älteren Entwicklungen wesentlich höhere Konzentrationen an Perfluorcarbonen, wobei das zyklische Perflunafen zudem auch Verbindungen mit einem höheren Gaslösungsvermögen weicht, wie etwa dem linearen bromhaltigen Perflubron. Als Emulgator fungieren Substanzen biologischen Ursprungs wie Phospholipide aus Ei- oder Sojalecithin. Die Emulsionen sind bei Kühllagerung stabil. Mögliche Anwendungsgebiete sind die gezielte Sauerstoffversorgung bestimmter Organe, etwa des Gehirns nach einem Schädel-Hirn-Trauma.